# Saku (cervejaria)
Saku é uma cervejaria e indústria de bebidas estoniana com sede em Saku, Harjumaa.

## As tradições da cerveja na Estônia e a Cervejaria Saku
A cerveja já era conhecida na atual Estônia entre 500 e 1000 A.D., quando era principalmente usada como bebida em rituais de sacrifícios. As cervejarias inicialmente foram fundadas em grandes vilas no meio do século XIII. A cerveja era produzida em casa, em abadias e castelos — era a bebida principal juntamente com o leite. O consumo de cerveja tornou-se logo tão popular, que taxas e multas foram adicionadas ao seu custo.
A cerveja tornou-se a bebida principal dos fazendeiros estonianos no início do século XVI. A cerveja era sempre produzida para ser consumida em datas comemorativas importantes e eventos familiares como casamentos, batizados e funerais. Todo o tipo de canções e piadas relacionadas à cerveja eram muito populares entre as pessoas comuns.

## Hoje

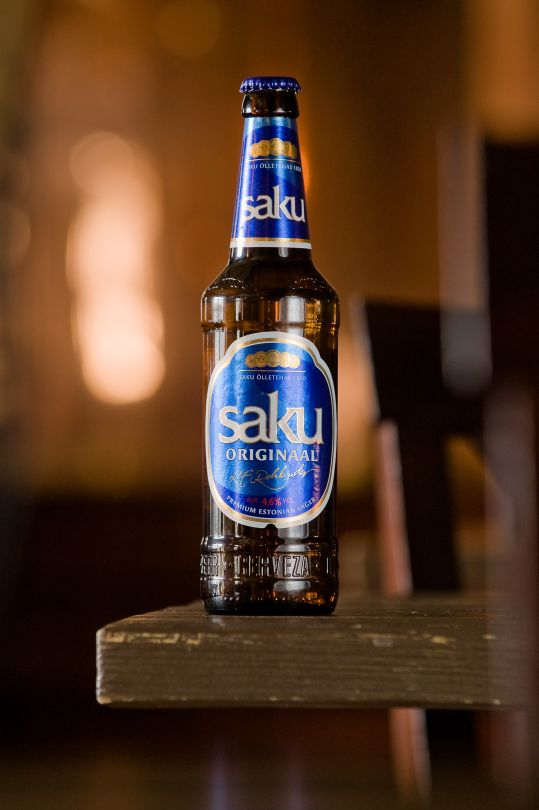

Atualmente existem seis cervejarias na Estônia. A cervejaria mais antiga fundada na Estônia é a Saku.
A tradição de produção na Cervejaria Saku remonta ao início do século XIX. A propriedade da Saku pertencia ao conde Karl Friedrich Rehbinder que construiu uma destilaria e uma cervejaria em sua propriedade. A cervejaria foi pela primeira vez documentada em outubro de 1820. Acredita-se que a produção de cerveja, com a finalidade de venda para bares e tavernas teve início no outono daquele ano. A partir do final do século XIX em diante, Saku permanece como umas das principais cervejarias da Estônia.
Em 1991 foi fundado o joint venture Saku Õlletehas. Atualmente 75% das ações pertencem a Baltic Beverages Holding AB, que é proprietária de 50% das Cervejarias Carlsberg e 50% da Scottish & Newcastle. O restante 25% das ações pertencem a pequenos acionistas.
Desde 27 de janeiro de 1998 as ações da Cervejaria Saku são comercializadas na lista secundária da Bolsa de Valores de Tallinn; antigamente, as ações eram comercializadas no mercado livre.
Através de grandes investimentos, a Cervejaria Saku tem tornado-se uma líder de mercado no mercado de cervejas da Estônia. As ações de mercado da Saku em 1999 correspondem a 50% do mercado total. O total de vendas de cerveja e água mineral pela Saku somaram 51,6 milhões de litros em 1999.
O principal produto da Cervejaria Saku é a Saku Originaal, a cerveja líder no mercado da Estônia desde 1995. De acordo com as pesquisas de mercado pela Emor, a Saku Originaal é reconhecidamente a cerveja mais popular da Estônia.

## Produtos
| - Carlsberg - Saku Originaal - Saku Kuld New! - Saku Rock - Saku Dlight - Saku Hele - Saku Tume - Saku On Ice - Saku Taurus - Saku Presidendi õlled - Saku Blond - Vichy Classique - Vichy VivaFresh | - KISS Spritzer - KISS Cherry Cider - KISS Cariba - KISS Pear Cider - KISS Wildberry Cider - KISS Light Cider - SIN Long Drink - Saku Gin Long Drink Tonic - Saku GIN Long Drink Greip - Saku GIN Long Drink Kaktus-Sidrun - Saku GIN Long Drink Jõhvikas |